# Майорешть
Майорешть, Майорешті (рум. Maiorești) — село у повіті Муреш в Румунії. Входить до складу комуни Рушій-Мунць.
Село розташоване на відстані 292 км на північ від Бухареста, 44 км на північний схід від Тиргу-Муреша, 93 км на схід від Клуж-Напоки.

## Населення
За даними перепису населення 2002 року у селі проживали 247 осіб, з них 241 особа (97,6%) румунів. Рідною мовою 241 особа (97,6%) назвала румунську.